# Заболотов
За́болотов (укр. Заболотів, пол. Zabłotów) — посёлок городского типа в Коломыйском районе Ивано-Франковской области Украины. Административный центр Заболотовской поселковой общины.

## История
Первое упоминание о Заболотове найдено в Коломыйской земельной книге 1455 года. В этом акте шляхтич Павло Преславский подарил Софии город Заболотов.
Начиная с 1790 года Заболотов был еврейским местечком. Еврейское население уменьшилось после погрома в 1903 году.
В ходе Великой Отечественной войны в 1941—1944 гг. поселение находилось под немецкой оккупацией, в ходе которой еврейское население полностью уничтожено.
В январе 1989 года численность населения составляла 4468 человек.
На 1 января 2013 года численность населения составляла 4059 человек.

## Промышленность
Промышленность представлена табачно-ферментационным и хлебным заводами, а также филиалом Коломыйской фабрики художественных изделий.

## Транспорт
Железнодорожная станция на линии Ивано-Франковск — Черновцы.
|  |  |  |

## Достопримечательности
- Музей освободительной борьбы
- Храм Святого Михаила
- Памятник Шевченко
- Католический костёл

|  |  |